# Nuccio Ordine
Nuccio Ordine (* 18. Juli 1958 in Diamante, Provinz Cosenza, Kalabrien; † 10. Juni 2023 in Cosenza) war ein italienischer Philosoph und Literaturwissenschaftler.
Ordine war seit 2001 Professor für italienische Literatur an der Universität Kalabrien. Zuvor war er unter anderem Stipendiat des Harvard University Center for Studies of the Italian Renaissance Villa I Tatti und der Alexander von Humboldt-Stiftung sowie Gastwissenschaftler am Centre d’Études Supérieures de la Renaissance in Tours und am Warburg Institute in London. Das Arbeitsgebiet von Ordine war die italienische Renaissance, hier vor allem das Werk von Giordano Bruno, wozu er zahlreiche Publikationen vorgelegt hat, die in mehrere Sprachen übersetzt wurden.
2020 wurde er als assoziiertes Mitglied in die Académie royale des Sciences, des Lettres et des Beaux-Arts de Belgique aufgenommen. Für 2023 wurde Ordine der Prinzessin-von-Asturien-Preis zugesprochen.
Nuccio Ordino starb im Juni 2023 im Alter von 64 Jahren in Cosenza an einem Schlaganfall.

## Werke (Auswahl)
- Giordano Bruno und die Philosophie des Esels, Fink, München 1999
- Die Schwelle des Schattens. Literatur, Philosophie und Malerei bei Giordano Bruno, Königshausen & Neumann, Würzburg 2009
- Von der Nützlichkeit des Unnützlichen, Graf, München 2014